# King Stitt
Pour les articles homonymes, voir Stitt.
King Stitt (né Winston Sparkes en 1940 à Kingston, et mort le 31 janvier 2012), est connu comme étant un des premiers DJ de la scène reggae.

## Biographie
Deejay au micro du sound system Downbeat depuis 1950, Count Machuki le remarqua lors d'une soirée parce qu'il dansait d'une façon spectaculaire et lui demanda s'il voulait s'essayer à la sélection des disques, et au micro. Né avec une malformation faciale, Stitt en a fait sa marque: tirant profit de l'attrait que les insulaires avaient pour les westerns, il se fit appeler le laid (The Ugly One), par allusion au film de Sergio Leone Le Bon, la Brute et le Truand (The Good, the Bad, and the Ugly). Au départ, les gens venaient à ses soirées pour vérifier s'il était réellement laid. Il diffuse du jazz, du rock and roll noir et du rhythm and blues dans le style shuffle, puis du ska à partir de 1961. Stitt est couronné "King" par la foule en 1963 lors d'un clash de sound systems. Par la suite, il est devenu DJ sans avoir besoin de jouer de son handicap, récupérant les idées des DJ de Miami et de la Nouvelle-Orléans diffusées sur les ondes radio en Jamaïque. Avec l'arrivée du rocksteady, puis du reggae en 1968, il poursuit sa carrière.
C'est au sound system Downbeat de Coxsone qu'il officie jusqu'à sa fermeture en 1968, Clement "Coxsone" Dodd préférant se consacrer à la production d'enregistrements. Le jeune producteur Clancy Eccles enregistre alors la voix de King Stitt sur une rythmique préexistante, et autorise les disques Trojan à Londres à exploiter en licence ce morceau, "Fire Corner", en 1969. Le 45 tours a du succès en Grande-Bretagne, ainsi que "Herbsman Shuffle", et lance la mode des deejays jamaïcains, un style vocal jusque-là réservé aux performances en direct au micro sur les pistes de danse. Ce genre deejay connaît un énorme succès en Jamaïque dès 1970, avec en particulier les disques de U Roy, Dennis Alcapone, King Sporty, I Roy, Big Youth et Dillinger au début des années 1970, qui comme King Stitt comptent parmi les premiers rappeurs enregistrés de l'histoire. Ils utilisent pour l'essentiel des accompagnements qui sont des chansons remixées en versions instrumentales. Le remixage (ou dub) et le rap ont ainsi été créés, développés et perfectionnés en Jamaïque.
En 1973 le DJ et MC jamaïcain Kool Herc lancera ce style dans le quartier du Bronx à New York, et après une période de gestation le rap connaîtra le succès qu'on sait à partir de 1979.
Après quelques 45 tours dans son style suranné, King Stitt retournera à l'obscurité dans les années 1970, mais continuera à travailler chez Studio One, la maison de disques de Clement Dodd.

## Discographie
Albums :
Fire Corner (Trojan) 1969
Dance Hall '63 (Studio One) milieu des années 1990
Reggae Fire Beat (Jamaica Gold) 1996
Singles :
Lick It back (Clancy's) 1969
Virgorton 2 (New Beat) 1969
Fire Corner (New Beat) 1969
Lee Van Cleef/Dance Beat (with Clancy Eccles) (New Beat) 1969
HerbsMan Shuffle (with Andy Capp) (ClanDisc) 1969
I For I (ClanDisc) 1970
King Of Kings (ClanDisc) 1970
Sounds Of Seventies (ClanDisc) 1970
Back Out Version (Coxsone) 1970
No Man Version (Coxsone) 1970
Redder Than Fred (Coxsone) 1970
Skank Corner (Iron Side)  1972
Live Jah Up (Studio One) 1979
Zoot Suit Hipster (Human Race) 2002